# Glyptops
Glyptops es un género de tortuga extinta del Jurásico Superior (Kimmeridgiano-Tithoniano) del oeste de América del Norte que pertenece a la familia Pleurosternidae.

## Taxonomía
La especie tipo de Glyptops, G. ornatus, fue descrita por Marsh (1890) para YPM 1784, un cráneo parcial de Como Bluff, Wyoming. Más tarde, Hay (1908) sinonimizó Glyptops ornatus con "Compsemys" plicatulus, un taxón descrito por Cope (1877) sobre la base de fragmentos de concha (AMNH 6099) de Garden Park, Colorado (creando la nueva combinación Glyptops plicatulus). Gilmore (1916) erigió Glyptops utahensis para un caparazón (CM 3412) del Dinosaur National Monument en Utah. Gaffney (1979) refirió todos los caparazones de tortuga texturizados y caparazones asociados de la Formación Morrison a Glyptops plicatulus. Joyce y Anquetin (2019), sin embargo, señalaron que se ha encontrado material de concha crenulada en asociación con material de cráneo de Uluops y "Dorsetochelys" buzzops, y que el material tipo de plicatulus es indistinguible de otros paracriptodires basales de Morrison, designando "Compsemys" plicatulus. un nomen dubium y reinstaurando ornatus como epíteto de la especie tipo Glyptops.